# レーヴェル・ウンベルト・アウヴェス・アラウージョ
レーヴェル（Réver）ことレーヴェル・ウンベルト・アウヴェス・アラウージョ（Réver Humberto Alves Araújo、1985年1月4日 - ）は、ブラジル・サンパウロ州アリラーニャ出身の元サッカー選手。現役時代のポジションはディフェンダー。

## 経歴

### クラブ
パウリスタFCでキャリアをスタートし、2004年にトップチームに昇格。アル・ワフダ・アブダビへのレンタルを経て2008年にグレミオFBPAにレンタル移籍すると、同年のプレミオ・クラッキ・ド・ブラジレイロンでCB部門の3位に入るなどレギュラーとして活躍。2008年11月には5年契約を交わし、グレミオへ完全移籍した。2009年8月6日のSEパルメイラス戦ではヘディングの競り合いの際に頭部を強打し、意識を失う重症となった。
2010年1月にブンデスリーガのVfLヴォルフスブルクへ移籍。同年7月にはアトレチコ・ミネイロへ移籍し、ブラジルに復帰した。アトレチコ・ミネイロではキャプテンとしてプレーした。
2015年1月14日、SCインテルナシオナルへ3年半の契約で移籍した。2016年6月8日、CRフラメンゴへレンタル移籍した。
2018年12月27日、アトレチコ・ミネイロへ3年契約で復帰した。

### 代表
マノ・メネーゼスにより2010年7月26日のアメリカとの親善試合に向けたメンバーとしてブラジル代表に初招集され、同年10月7日のイランとの親善試合に途中出場し、代表デビュー。2012年のスーペルクラシコ・デ・ラス・アメリカスではキャプテンとしてプレーした。
2013年4月24日にアトレチコ・ミネイロの本拠地であるミネイロンで行われたチリとの親善試合で代表初得点を挙げた。
| #  | 日時          | 場所                       | 対戦相手 | スコア | 最終結果 | 大会     |
| -- | ------------- | -------------------------- | -------- | ------ | -------- | -------- |
| 1. | 2013年4月24日 | ミネイロン、ベロオリゾンテ | チリ     | 1 - 1  | 2 - 2    | 親善試合 |

## タイトル

### クラブ
パウリスタ
- コパ・ド・ブラジル：2005

アトレチコ・ミネイロ
- カンピオナート・ミネイロ：2012, 2013, 2020, 2021, 2022, 2023
- コパ・リベルタドーレス：2013
- レコパ・スダメリカーナ:2014
- コパ・ド・ブラジル:2014, 2021
- カンピオナート・ブラジレイロ・セリエA: 2021
- スーペルコパ・ド・ブラジル: 2022

インテルナシオナル
- カンピオナート・ガウショ:2015, 2016

フラメンゴ
- カンピオナート・カリオカ: 2017

### 代表
ブラジル代表
- スーペルクラシコ・デ・ラス・アメリカス：2011、2012
- FIFAコンフェデレーションズカップ：2013

### 個人
- プレミオ・クラッキ・ド・ブラジレイロン：2011、2012
- カンピオナート・ガウショベストイレブン：2009
- カンピオナート・ミネイロベストイレブン：2011、2012, 2013
- カンピオナート・カリオカベストイレブン：2017
- ボーラ・ジ・プラッタ：2012, 2016